# Rajd Karkonoski 1997
Rajd Karkonoski 1997 – 17. edycja Rajdu Karkonoskiego. Był to rajd samochodowy rozgrywany od 9 do 10 października  1997 roku. Była to ósma runda Rajdowych Samochodowych Mistrzostw Polski w roku 1997 oraz czterdziesta czwarta runda Rajdowych Mistrzostw Europy w roku 1997 Rajd składał się z dwudziestu trzech odcinków specjalnych.

## Wyniki końcowe rajdu[1]
| Miejsce | Kierowca            | Pilot                | Samochód                  | Czas    | Strata | Grupa Klasa |
| ------- | ------------------- | -------------------- | ------------------------- | ------- | ------ | ----------- |
| 1       | Robert Gryczyński   | Tadeusz Burkacki     | Toyota Celica GT-Four     | 2:39:3  | -      | A8          |
| 2       | Robert Herba        | Dariusz Burkat       | Mitsubishi Lancer Evo III | 2:47:09 | +7:37  | N4          |
| 3       | Jarosław Pineles    | Maciej Wodniak       | Mitsubishi Lancer Evo III | 2:48:27 | +8:55  | N4          |
| 4       | Jerzy Wierzbołowski | Bogusław Lepiarz     | Ford Escort RS Cosworth   | 2:50:39 | +11:07 | A8          |
| 5       | Wojciech Zaborowski | Jan Szymczak         | Opel Astra GSi 16V        | 2:55:37 | +16:05 | N3          |
| 6       | Jacek Jerschina     | Artur Orlikowski     | Peugeot 106 Maxi          | 2:57:40 | +18:08 | A6          |
| 7       | Kurt Wallenwein     | Reinhold Hetz        | Mitsubishi Lancer Evo III | 3:02:52 | +23:20 | N4          |
| 8       | Cezary Zaleski      | Krzysztof Rzucidło   | Škoda Felicia Kit Car     | 3:05:02 | +25:30 | A6          |
| 9       | Tomasz Czopik       | Łukasz Wroński       | Honda Civic VTi           | 3:06:13 | +26:41 | A6          |
| 10      | Tomasz Kuchar       | Igor Tomasiak        | Opel Astra GSi 16V        | 3:11:32 | +32:00 | N3          |
| 11      | Mariusz Ficoń       | Sławomir Mieszkowski | Fiat Cinquecento Abart    | 3:14:45 | +35:13 | A0          |